# Kenjirō Shōda
Kenjirō Shōda (en japonais : 正田 建次郎Shōda Kenjirō), né le 25 février 1902 à Tatebayashi et mort le 20 mars 1977 à Ashikaga, est un mathématicien japonais.

## Biographie

### Jeunesse et carrière
Kenjirō Shōda naît le 25 février 1902 à Tatebayashi, dans la préfecture de Gunma, dans une famille aisée. Il est le deuxième fils de Teiichiro Shōda, fondateur de Nisshin Flour (Nisshin Seifun Group (en), l'une des plus grandes entreprises du Japon), membre de la Chambre des pairs, grand-père paternel de l’impératrice Michiko et arrière-grand-père de l'empereur Naruhito.
Après avoir effectué son collège à Tokyo et son lycée à Nagoya, Shōda étudie les mathématiques à l'Université impériale de Tokyo. Il est supervisé par Teiji Takagi, l'un des meilleurs mathématiciens du Japon à l'époque, qui l'inspire à s'intéresser à l'algèbre. Shōda obtient son diplôme du Département de mathématiques de la Faculté des sciences de l'Université de Tokyo en 1925 et poursuit ses études de troisième cycle sous la direction de Takagi.
En 1925, lors de sa deuxième année à l'École supérieure de l'Université de Tokyo, Shōda reçoit une bourse qui lui permet d'étudier en Allemagne. Intéressé par la théorie des groupes, il se rend à Berlin pour travailler avec Issai Schur. Après un an à Berlin, il se dirige vers Göttingen pour étudier avec Emmy Noether, dont l'école lui permet d'approfondir considérablement ses connaissances en mathématiques. En 1929, il retourne au Japon. Peu après, il commence à rédiger Algèbre abstraite, un manuel de mathématiques en japonais destiné aux étudiants avancés. Publié en 1932, cet ouvrage est rapidement reconnu comme une contribution majeure aux mathématiques au Japon. Il devient un manuel de référence et est réimprimé de nombreuses fois. En 1931, il soutient sa thèse intitulée Über direkt zerlegbare Gruppen.

### Université d'Osaka
En 1933, Kenjirō Shōda est nommé professeur à la Faculté des sciences de l'Université impériale d'Osaka. Fondée en 1931 en tant que huitième université impériale du Japon, l'institution visait à promouvoir les industries à Osaka, avec un accent particulier sur les sciences naturelles, l'ingénierie et la médecine.
Les années 1930 sont une période difficile pour les chercheurs japonais. Cependant, Shōda continue de s'investir dans l'apprentissage. Après la Seconde Guerre mondiale, il est élu premier président de la Société mathématique du Japon en 1946, lors de la scission de la Société physico-mathématique japonaise en deux (Société mathématique et Société de physique du Japon). Dans ce rôle, il parvient à reconstruire les mathématiques japonaises tant sur le plan théorique qu'organisationnel. Il s'efforce également de maintenir le niveau d'éducation à l'Université d'Osaka en tant que membre du corps professoral. À cette époque, il publie Introduction à l’algèbre, un autre manuel en japonais. En 1949, il reçoit le Prix de l'Académie des sciences du Japon en reconnaissance de ses remarquables réalisations. La même année, il est élu doyen de la Faculté des sciences de l'Université d'Osaka.
En 1955, Shoda est nommé président de l'Université d'Osaka, un poste qu'il occupe pendant six ans. Ses réalisations en tant que président incluent la création de deux nouvelles facultés : la Faculté des lettres et la Faculté des sciences de l'ingénierie, toutes deux basées à Toyonaka. La Faculté des sciences de l'ingénierie représente une tentative ambitieuse de synthétiser deux disciplines traditionnelles : la science et l'ingénierie. Certains critiquent cette faculté en la considérant comme un simple doublon de la Faculté d'ingénierie, tandis que d'autres reconnaissent qu'elle a favorisé la collaboration académique entre plusieurs disciplines, y compris la science, l'ingénierie et parfois la science médicale.
Shōda est également connu des étudiants et anciens élèves de l'Université d'Osaka comme le fondateur de la Coupe Shōda, décernée à l'équipe gagnante d'un concours d'athlétisme. Constatant que la plupart des étudiants négligeaient l'éducation physique, il cherche à susciter l'intérêt pour les activités sportives. La Coupe Shōda connaît un grand succès et est disputée chaque année par de nombreux étudiants.
À la fin de son mandat de président en 1961, Shōda quitte l'Université d'Osaka, mais revient rapidement comme professeur à la Faculté des sciences de l'ingénierie, créée cette même année, dont il devient le premier doyen. Après sa retraite de l'Université d'Osaka, il continue de travailler à l'amélioration du système éducatif japonais dans ce domaine. Il enseigne à l'Université Musashi à Tokyo, dont il devient président. En 1969, il reçoit l'Ordre de la Culture et, en 1974, le Grand Cordon de l'Ordre du Trésor sacré.

### Décès
Le 20 mars 1977, Shōda décède de manière inattendue alors qu'il conduit avec sa famille. À titre posthume, il est élevé au deuxième degré dans l'ordre officiel de préséance et reçoit le Grand Cordon de l'Ordre du Soleil levant.

## Publications
- Sur les groupes directement décomposables (Über direkt zerlegbare Gruppen), 1931.
- Algèbre abstraite (抽象代数学), 1932.
- Introduction à l'algèbre (代数学提要), 1944.
- Le chemin vers les mathématiques (数学へのみち), 1962.
- Introduction à la théorie des corps (多元数論入門), 1968.